# Lijst van brutoformules C15
Dit lemma is een onderdeel van de lijst van brutoformules met vijftien koolstofatomen.

## C15H0
| Brutoformule                   | Naam                                                                             |
| ------------------------------ | -------------------------------------------------------------------------------- |
| {\displaystyle {\ce {C15O10}}} | Pentameer van koolstofsuboxide ~ als Koolstofoxide Kopje Polymere koolstofoxides |

## C15H6
| Brutoformule                         | Naam       |
| ------------------------------------ | ---------- |
| {\displaystyle {\ce {C15H6Cl2F8N4}}} | Sisapronil |

## C15H8
| Brutoformule                        | Naam                        |
| ----------------------------------- | --------------------------- |
| {\displaystyle {\ce {C15H8Cl2FNO}}} | Quinoxyfen                  |
| {\displaystyle {\ce {C15H8O3}}}     | Coumestaan                  |
| {\displaystyle {\ce {C15H8O5}}}     | Coumestrol ~ als coumestaan |

## C15H10
| Brutoformule                           | Naam |
| -------------------------------------- | --- |
| {\displaystyle {\ce {C15H10BrClN4S}}}  | Brotizolam |
| {\displaystyle {\ce {C15H10ClF3N2O3}}} | Triflumuron |
| {\displaystyle {\ce {C15H10ClN3O3}}}   | Clonazepam |
| {\displaystyle {\ce {C15H10Cl2O2}}}    | Lorazepam |
| {\displaystyle {\ce {C15H10F6O2}}}     | Bisfenol AF ~ IUPAC: 4-[1,1,1,3,3,3-hexafluoro-2-(4-hydroxyfenyl)propan-2-yl]fenol ~ Ook wel 1,1,1,3,3,3-hexafluoro-2,2-bis(4-hydroxyfenyl)propaan |
| {\displaystyle {\ce {C15H10I4NNaO4}}}  | Levothyroxine |
| {\displaystyle {\ce {C15H10N2O2}}}     | Methyleendifenyldi-isocyanaat ~ Ook wel: MDI |
| {\displaystyle {\ce {C15H10O}}}        | Difenylcyclopropenon ~ Medische benaming: Difensiprone                                                                                             |
| {\displaystyle {\ce {C15H10O2}}}       | Isoflavine |
| {\displaystyle {\ce {C15H10O5}}}       | Genisteïne |
| {\displaystyle {\ce {C15H10O6}}}       | Kaempferol |
| {\displaystyle {\ce {C15H10O6}}}       | Luteoline |
| {\displaystyle {\ce {C15H10O7}}}       | Quercetine |

## C15H11
| Brutoformule                            | Naam                                   |
| --------------------------------------- | -------------------------------------- |
| {\displaystyle {\ce {C15H11BrClF3N2O}}} | Chloorfenapyr                          |
| {\displaystyle {\ce {C15H11ClF3NO4}}}   | Haloxyfop-P ~ Ook wel: haloxyfop-R     |
| {\displaystyle {\ce {C15H11ClF3NO4}}}   | Oxyfluorfen                            |
| {\displaystyle {\ce {C15H11ClN2O}}}     | Nordazepam                             |
| {\displaystyle {\ce {C15H11ClN2O2}}}    | Oxazepam                               |
| {\displaystyle {\ce {C15H11ClO2}}}      | Fluorenylmethyloxycarbonylchloride     |
| {\displaystyle {\ce {C15H11I4NO4}}}     | Thyroxine ~ Ook wel: T4; levothyroxine |
| {\displaystyle {\ce {C15H11N3}}}        | Terpyridine                            |
| {\displaystyle {\ce {C15H11N3O3}}}      | Nitrazepam                             |
| {\displaystyle {\ce {C15H11O6}}}        | Cyanidine                              |

## C15H12
| Brutoformule                          | Naam                                                                                           |
| ------------------------------------- | ---------------------------------------------------------------------------------------------- |
| {\displaystyle {\ce {C15H12BrNO3}}}   | Broomfenac                                                                                     |
| {\displaystyle {\ce {C15H12Br4O2}}}   | Tetrabroombisfenol A                                                                           |
| {\displaystyle {\ce {C15H12ClNO2}}}   | Carprofen                                                                                      |
| {\displaystyle {\ce {C15H12Cl2F4O2}}} | Transfluthrin                                                                                  |
| {\displaystyle {\ce {C15H12I3NO2}}}   | Tri-joodthyronine                                                                              |
| {\displaystyle {\ce {C15H12I4NNaO5}}} | Levothyroxine ~ Handelsvorm van Thyroxine ~ Formule: {\displaystyle {\ce {C15H10I4NNaO4.H2O}}} |
| {\displaystyle {\ce {C15H12N2}}}      | 1,3-difenyl-imidazool-2-ylideen ~ als Stabiel carbeen                                          |
| {\displaystyle {\ce {C15H12N2O}}}     | Carbamazepine                                                                                  |
| {\displaystyle {\ce {C15H12N2O2}}}    | Fenytoïne                                                                                      |
| {\displaystyle {\ce {C15H12N2O2}}}    | Oxcarbazepine                                                                                  |
| {\displaystyle {\ce {C15H12O}}}       | Chalcon                                                                                        |
| {\displaystyle {\ce {C15H12O2}}}      | Isoflavon                                                                                      |
| {\displaystyle {\ce {C15H12O5}}}      | 5,6-Dehydromethysticine ~ als Kavalacton                                                       |
| {\displaystyle {\ce {C15H12O5}}}      | Naringenine                                                                                    |

## C15H13
| Brutoformule                        | Naam      |
| ----------------------------------- | --------- |
| {\displaystyle {\ce {C15H13N3O4S}}} | Piroxicam |

## C15H14
| Brutoformule                        | Naam                                                                     |
| ----------------------------------- | ------------------------------------------------------------------------ |
| {\displaystyle {\ce {C15H14FN3O3}}} | Flumazenil                                                               |
| {\displaystyle {\ce {C15H14O}}}     | Dihydrochalcon                                                           |
| {\displaystyle {\ce {C15H20O3}}}    | Taraxacine ~ als Guaianolide, een subklasse van de Sesquiterpeenlactonen |
| {\displaystyle {\ce {C15H14O4}}}    | 7,8-Dihydroyangonine ~ als Kavalacton                                    |
| {\displaystyle {\ce {C15H14O4}}}    | Yangonine ~ als Kavalacton                                               |
| {\displaystyle {\ce {C15H14O5}}}    | Floretine                                                                |
| {\displaystyle {\ce {C15H14O5}}}    | 11-Hydroxyyangonine ~ als Kavalacton                                     |
| {\displaystyle {\ce {C15H14O5}}}    | 11-Methoxy-12-hydroxydehydrokavaine ~ als Kavalacton                     |
| {\displaystyle {\ce {C15H14O5}}}    | Methysticine ~ als Kavalacton                                            |
| {\displaystyle {\ce {C15H14O6}}}    | Epicatechine ~ als Catechine                                             |
| {\displaystyle {\ce {C15H14O7}}}    | Epigallocatechine ~ als Catechine                                        |

## C15H15
| Brutoformule                          | Naam         |
| ------------------------------------- | ------------ |
| {\displaystyle {\ce {C15H15ClF3N3O}}} | Triflumizool |
| {\displaystyle {\ce {C15H15ClN2O4S}}} | Xipamide     |
| {\displaystyle {\ce {C15H15F3N2O2}}}  | Flurprimidol |
| {\displaystyle {\ce {C15H15NO2S}}}    | Modafinil    |
| {\displaystyle {\ce {C15H15NO3S}}}    | Adrafinil    |
| {\displaystyle {\ce {C15H15N3O2}}}    | Methylrood   |

## C15H16
| Brutoformule                        | Naam                                     |
| ----------------------------------- | ---------------------------------------- |
| {\displaystyle {\ce {C15H16ClN3S}}} | Toloniumchloride                         |
| {\displaystyle {\ce {C15H16N4O6}}}  | Riboflavine                              |
| {\displaystyle {\ce {C15H16O2}}}    | Bisfenol A                               |
| {\displaystyle {\ce {C15H16O3}}}    | 5,6-Dihydroyangonine ~ als Kavalacton    |
| {\displaystyle {\ce {C15H16O5}}}    | 7,8-Dihydromethysticine ~ als Kavalacton |
| {\displaystyle {\ce {C15H16O6}}}    | Epicatechine                             |
| {\displaystyle {\ce {C15H16O6}}}    | picrotoxinine ~ als Picrotoxine          |
| {\displaystyle {\ce {C15H16O7}}}    | Epigallocatechine                        |

## C15H17
| Brutoformule                          | Naam              |
| ------------------------------------- | ----------------- |
| {\displaystyle {\ce {C15H17ClN4}}}    | Myclobutanil      |
| {\displaystyle {\ce {C15H17Cl2N3O2}}} | Propiconazool     |
| {\displaystyle {\ce {C15H17NO2}}}     | Agomelatine       |
| {\displaystyle {\ce {C15H17N5O6S}}}   | Tribenuron-methyl |

## C15H18
| Brutoformule                          | Naam                                                     |
| ------------------------------------- | -------------------------------------------------------- |
| {\displaystyle {\ce {C15H18}}}        | Cadaleen                                                 |
| {\displaystyle {\ce {C15H18}}}        | Vetivazuleen                                             |
| {\displaystyle {\ce {C15H18Cl2N2O3}}} | Oxadiazon                                                |
| {\displaystyle {\ce {C15H18N2}}}      | N-isopropyl-N'-fenyl-1,4-fenyleendiamine ~ Ook wel: IPPD |
| {\displaystyle {\ce {C15H18N2O}}}     | Huperzine A ~ Ook wel: selagine                          |
| {\displaystyle {\ce {C15H18N2O6}}}    | Binapacryl                                               |
| {\displaystyle {\ce {C15H18N6O6S}}}   | Nicosulfuron                                             |
| {\displaystyle {\ce {C15H18O3}}}      | Santonine                                                |
| {\displaystyle {\ce {C15H18O7}}}      | picrotine ~ als Picrotoxine                              |

## C15H19
| Brutoformule                     | Naam        |
| -------------------------------- | ----------- |
| {\displaystyle {\ce {C15H19N5}}} | Rizatriptan |

## C15H20
| Brutoformule                       | Naam |
| ---------------------------------- | --- |
| {\displaystyle {\ce {C15H20N2OS}}} | Macrogol |
| {\displaystyle {\ce {C15H20N5}}}   | Ametoctradin |
| {\displaystyle {\ce {C15H20O}}}    | Hexylcinnamaldehyde ~ IUPAC: (2E)-2-benzylideenoctanal ~ Ook wel: hexyl cinnamal, 2-hexyl-3-fenyl-2-propenal, 2-(fenylmethyleen)octanal, (alfa-)hexylcinnamaldehyde, hexylkaneelaldehyde |
| {\displaystyle {\ce {C15H20O2}}}   | Costunolide ~ als Germacranolide, een subklasse van de Sesquiterpeenlactonen |
| {\displaystyle {\ce {C15H20O3}}}   | Periplanone B |
| {\displaystyle {\ce {C15H20O4}}}   | Abscisinezuur |
| {\displaystyle {\ce {C15H20O6}}}   | Deoxynivalenol |
| {\displaystyle {\ce {C15H20O7}}}   | Nivalenol |

## C15H21
| Brutoformule                          | Naam                |
| ------------------------------------- | ------------------- |
| {\displaystyle {\ce {C15H21F3N2O2}}}  | Fluvoxamine         |
| {\displaystyle {\ce {C15H21NO2}}}     | Pethidine           |
| {\displaystyle {\ce {C15H21NO4}}}     | Metalaxyl           |
| {\displaystyle {\ce {C15H21N3O2}}}    | Fysostigmine        |
| {\displaystyle {\ce {C15H21N3O3S}}}   | Gliclazide          |
| {\displaystyle {\ce {C15H21N5O13P2}}} | Cyclisch ADP-ribose |

## C15H22
| Brutoformule                        | Naam                                                      |
| ----------------------------------- | --------------------------------------------------------- |
| {\displaystyle {\ce {C15H22FN3O6}}} | Capecitabine                                              |
| {\displaystyle {\ce {C15H22O}}}     | Nootkaton                                                 |
| {\displaystyle {\ce {C15H22O2}}}    | Eudesmanolide ~ als Sesquiterpeenlacton                   |
| {\displaystyle {\ce {C15H22O2}}}    | Hypocretenolide ~ als Sesquiterpeenlacton                 |
| {\displaystyle {\ce {C15H22O2}}}    | Pseudoguaianolide ~ als Sesquiterpeenlacton               |
| {\displaystyle {\ce {C15H22O3}}}    | Gemfibrozil                                               |
| {\displaystyle {\ce {C15H22O3}}}    | 2-Ethylhexylsalicylaat ~ ook: octylsalicylaat, octisalaat |
| {\displaystyle {\ce {C15H22O5}}}    | Artemisinine                                              |
| {\displaystyle {\ce {C15H22O5}}}    | Octylgallaat                                              |

## C15H23
| Brutoformule                        | Naam          |
| ----------------------------------- | ------------- |
| {\displaystyle {\ce {C15H23N}}}     | Prolintaan    |
| {\displaystyle {\ce {C15H23NO3}}}   | Oxprenolol    |
| {\displaystyle {\ce {C15H23NO4}}}   | Cycloheximide |
| {\displaystyle {\ce {C15H23N3O4S}}} | Sulpiride     |

## C15H24
| Brutoformule                         | Naam                        |
| ------------------------------------ | --------------------------- |
| {\displaystyle {\ce {C15H24}}}       | Aristolocheen               |
| {\displaystyle {\ce {C15H24}}}       | β-Caryofylleen              |
| {\displaystyle {\ce {C15H24}}}       | Humuleen                    |
| {\displaystyle {\ce {C15H24}}}       | α-santalol                  |
| {\displaystyle {\ce {C15H24}}}       | β-santalol                  |
| {\displaystyle {\ce {C15H24N4O6S2}}} | Doripenem                   |
| {\displaystyle {\ce {C15H24O}}}      | Butylhydroxytolueen         |
| {\displaystyle {\ce {C15H24O}}}      | Nonylfenol                  |
| {\displaystyle {\ce {C15H24O}}}      | 2,4,5-tri-isopropylfenol    |
| {\displaystyle {\ce {C15H24O}}}      | 2,4,6-tri-isopropylfenol    |
| {\displaystyle {\ce {C15H24O}}}      | Vetiverol                   |
| {\displaystyle {\ce {C15H24O2}}}     | Capsidiol ~ als Fytoalexine |
| {\displaystyle {\ce {C15H24O2}}}     | Hernandulcine               |

## C15H25
| Brutoformule                      | Naam             |
| --------------------------------- | ---------------- |
| {\displaystyle {\ce {C15H25NO3}}} | Metoprolol       |
| {\displaystyle {\ce {C15H25N3O}}} | Lisdexamfetamine |

## C15H26
| Brutoformule                       | Naam                                                       |
| ---------------------------------- | ---------------------------------------------------------- |
| {\displaystyle {\ce {C15H26N2}}}   | Sparteïne                                                  |
| {\displaystyle {\ce {C15H26O}}}    | Bisabolol                                                  |
| {\displaystyle {\ce {C15H26O}}}    | Farnesol ~ IUPAC: 3,7,11-trimethyl-2,6,10-dodecatrien-1-ol |
| {\displaystyle {\ce {C15H26O3Ti}}} | Titaniumfenyl-tri(isopropoxide)                            |

## C15H28
| Brutoformule                     | Naam                                                            |
| -------------------------------- | --------------------------------------------------------------- |
| {\displaystyle {\ce {C15H28N2}}} | Bis(di-iso-propylamino)cyclopropenylideen ~ als Stabiel carbeen |

## C15H29
| Brutoformule                        | Naam                            |
| ----------------------------------- | ------------------------------- |
| {\displaystyle {\ce {C15H29NaO5S}}} | Natriummethylmyristaatsulfonaat |

## C15H30
| Brutoformule                      | Naam                      |
| --------------------------------- | ------------------------- |
| {\displaystyle {\ce {C15H30O5S}}} | Methylmyristaatsulfonzuur |

## C15H33
| Brutoformule                       | Naam   |
| ---------------------------------- | ------ |
| {\displaystyle {\ce {C15H33N3O2}}} | Dodine |